# Esteban de Gama (1505-1576)

Ilustración de Esteban de Gama por Manuel Farías y Sosa en 1674.

Esteban de Gama (en portugués, Estêvão da Gama) (ca. 1505 - 1576), fue un navegante, explorador, y administrador colonial portugués, gobernador  de la Costa de Oro portuguesa (una colonia en la costa occidental africana, hoy Ghana, 1529-?) y de la India portuguesa (1540-42). Fue el segundo hijo de Vasco de Gama y de Catalina de Ataíde, hermano de Cristóvão da Gama, y llevaba el nombre de su abuelo paterno, Estevão da Gama y de su tío, Estevão da Gama, el hermano mayor de su padre (muerto en el célebre viaje de regreso de la India de 1497-99 que dirigió su padre).
Fue con su padre a la India donde desempeñó el cargo de capitán mayor. Sustituyó a su hermano Pablo de Gama como capitán de Malaca en 1538, habiendo servido bajo sus órdenes desde 1534.

## Época de gobernador
En 1540 fue designado por el rey Juan III de Portugal como gobernador de la India portuguesa (1540-42), pues tenía probado su valor frente a los enemigos en el cargo anterior. No dejó de hacer lo mismo cuando se convirtió en gobernador, efectuando una campaña contra la flota del paxá de Egipto. Comandó la flota que entró en el mar Rojo, con la intención de atacar a la flota otomana del puerto de Suez, dejando Goa el 31 de diciembre de 1540 y llegando a Adén el 27 de enero de 1541. La flota llegó a Massawa el 12 de febrero, donde Gama dejó un número de navíos y continuó hacia el norte. Al llegar a Suez, descubrió que los otomanos habían sabido mucho tiempo antes de su asalto, lo que frustró su intento de quemar las naves varadas. Gama se vio obligado a volver sobre sus pasos a Massawa, aunque haciendo una escala para atacar el puerto de El Tor, en la península del Sinaí.
Una vez de vuelta en Massawa Gama encontró a los hombres que había dejado inquietos ya que habían sido convencidos por el autodenominado patriarca Joam Bermudes de que debían de proporcionar ayuda militar al asediado Emperador de Etiopía. Gama accedió a sus demandas y desembarcó 400 hombres, 130 soldados esclavos y suministros suficientes para ellos en Massawa y el cercano puerto de Arqiqo, dejándolos a cargo de su hermano Cristóvão da Gama, antes de partir para la India el 9 de julio.

## Regreso a Portugal y muerte
Después de dejar el cargo, volvió a Portugal donde fue elegido gobernador de Lisboa, pero declinó el cargo para intentar ser nuevamente gobernador de la India.